# Fuendejalón
Fuendejalón è un comune spagnolo di 871 abitanti situato nella comunità autonoma dell'Aragona.

## Storia
Dopo la Reconquista e per vari secoli, Fuendejalón condivide la storia con vari altri comuni della comarca, vincolata agli Ordini cavallereschi e al Monastero di Veruela.
La località dipese dall'Ordine di San Giovanni di Gerusalemme dal 29 giugno del 1257, quando Donna Constanza la consegnò a Giraldo, castellano di Amposta, passando alle dipendenze della encomienda di Mallén.
Della sua appartenenza a detto ordine conserva la croce ad otto punte nello stemma e nella bandiera comunale.
A metà del XIX sec., Pascual Madoz descrisse Fuendejalón: «posto su una piccola altura… ha circa 123 case di altezza media, distribuite su strade irregolari».

## Economia
Fuendejalón appartiene ad una zona tradizionalmente dedicata alla produzione vitivinicola e i suoi prodotti sono inclusi nella denominazione di origine protetta Campo de Borja.
La produzione di vino rappresenta la principale fonte economica della popolazione.

## Amministrazione

### Gemellaggi
- Camarsac, dal 1989